# Franz Novak
Franz Novak (Wolfsberg, estado de Carintia, Austria-Hungría; 10 de enero de 1913 – 21 de octubre de 1983) fue un oficial austríaco, que con el rango de SS Hauptsturmführer (Capitán) perteneció a la Sección IVB4, de la Gestapo y participó en el Holocausto judío de la Segunda Guerra Mundial.

## Participación en el Holocausto
Se incorpora a la Juventudes Hitlerianas en 1929. Ingresa al Partido Nazi en 1933. El año siguiente participa en el golpe de Estado contra el Canciller austríaco Engelbert Dollfuss. Para evitar el arresto se traslada clandestinamente a Alemania.
Novak regresó a Viena en mayo de 1938, como Candidato a SS Mann con el número de ficha 310.500, trabajando primero en la Sección de Deportes del Cuerpo negro. En julio de ese mismo año pasó a trabajar en la Oficina Central de Emigración Judía bajo las instrucciones de Adolf Eichmann, aunque bajo las órdenes directas de Rolf Günther. El 1 de diciembre de 1938 fue ascendido a SS Untersturmführer (Subteniente). En el verano de 1939, fue trasladado hacia la Oficina Central de Emigración Judía en Praga, donde su superior inmediato era el SS Sturmbannführer Hans Günther. Tanto en Viena como en Praga sus obligaciones eran recibir solicitudes para emigración.
A finales de 1939, fue transferido a Berlín para encargarse de la Sección de Evacuación de judíos, polacos, gitanos y eslovacos. El jefe del Departamento era Adolf Eichmann y su inmediato superior era Rolf Günther. 
Novak forma parte de la Sección IVB4 y estuvo encargado de la Sección de Transportes de la subsección IVB4b. Su participación en el Holocausto fue determinante puesto que coordinó todas las rutas e itinerarios de los trenes que trasladaron a las comunidades judías en el territorio conquistado por el III Reich.
Entre la primavera de 1944 hasta finales de noviembre de 1944, estuvo destacado en Budapest donde reportaba al SS Hauptsturmführer Dieter Wisliceny. El último mes de 1944, fue transferido a un Búnker de combate del frente del este bajo el mando del Coronel von Konitz de la Wehrmacht.
Después de la guerra se escondió en Austria usando un nombre falso hasta el año 1961, cuando fue detenido y acusado. Fue testigo de cargo en el juicio al SS Oberturmbannführer Eichmann en Israel.

## Después de la guerra
El 17 de diciembre de 1964, Novar fue sentenciado por primera vez a 8 años de prisión por el papel jugado en el Comando Eichmann en Hungría en 1944. Por razones de formulismo legal, el veredicto fue suspendido por la Corte Suprema, la cual decidió dejar sin efecto la sentencia ya que su participación en el homicidio había sido accesoria. 
El 6 de septiembre de 1966, una Corte de Viena, declaró a Novak como "no culpable de todos los cargos". Esto se hizo con el alegato de que Novak "estaba obligado a cumplir órdenes" ("Befehlsnotstand" en alemán). Después de cinco años de detención preventiva Novak quedó en libertad. Dos años después la Corte Suprema revocó el juicio por razones formales y se ordenó otro juicio. Esta vez se obtuvo un veredicto unánime de culpabilidad el 18 de diciembre de 1969, la cual fue de nueve años de prisión. El abogado de Novak solicitó la nulidad una vez más sin que hubiera sido arrestado. Luego de una tercera apelación en la Corte Suprema se le dictó un veredicto de culpabilidad el 13 de abril de 1972. 
El Jurado negó esta vez la supuesta obligación de Novak a estar obedeciendo órdenes bajo coacción. Fue convicto no por homicidio sino por "violencia pública bajo circunstancias agravantes" por transportar seres humanos sin suficiente agua, alimentos o facilidades sanitarias. Siete de los ocho miembros del Jurado no sustentaron la acusación de "parte importante accesoria para cometer homicidio" lo que limitó la comisión del crimen. Como resultado, Novak solo estuvo detenido siete años. La Corte Suprema prohibió cualquier apelación o solicitud de clemencia.
Sin embargo fue liberado a los seis años por supuesta "buena conducta".